# Fedor Buciatycki Sołtan
Fedor Buciatycki Sołtan herbu Syrokomla odmienna (zm. przed 26 września 1593 roku) – pisarz włodzimierski w latach 1566-1593.
Poseł na sejm 1570 roku z województwa wołyńskiego.
Był wyznawcą prawosławia.